# Raftö
Raftö eller Raftötången är yttersta delen av den halvö som kallas Klättanäset. Raftötången ligger i Tanums kommun i Bohuslän norr om Tanumsnäset. Raftön är den halvö som sticker ut väster om Raftötångens yttersta del, den titigare ön har genom landhöjningen blivit landfast. På den södra spetsen av Raftön ligger det lilla Raftöns naturreservat. 
Bebyggelsen består främst av det lilla samhället Västbacken samt ett stort antal fritidshus. Raftö ligger mellan Havstenssund och Resö. På Raftö finns ca 40 fritidshus samt några fastigheter med åretruntboende. Affärer saknas, men sommartid är en liten krog på närbelägna Västbacken öppen.
Brurholmen ligger strax väster om Raftö. Mellan Brurholmen och Raftön ligger det lilla skäret Färkan.